# 糸永直美
糸永 直美（いとなが なおみ、1971年7月2日 - ）は、広島テレビ放送（HTV）の社員、元アナウンサー。広島県福山市出身。身長：162cm。

## 略歴
- 学生時代、岡山放送の週末の深夜番組『ミッドナイトアクセス』へ出演。また、フジテレビのオーディション番組「ゴールドラッシュ!」への出場経験もある。
- 1994年3月に神戸女子大学卒業後、4月開局の鹿児島読売テレビ（KYT）にアナウンサーとして入社。KYTは大学卒業後すぐ開局という状態だったため、大学4年生は大学と新人研修に奔走した。同期入社に近藤久美子、蛭川雄二（入社当時は営業局）、今井智久、長島崇彦、下川文子がいる。
- 結婚を機に、1999年9月をもって鹿児島読売テレビを退社し、上京。同時に女優を目指し、「★☆北区つかこうへい劇団」の第8期研究生オーディションに合格して、当時の本名「川岸直美」名義で2000年3月より所属。
- その後離婚して再び「糸永」姓に戻り、サンプロモーションを経てホリプロスポーツ文化事業部アナウンス室（HAP）所属となり、TBS『はなまるマーケット』のはなまるアナを務める。
- 2007年、NHK広島放送局契約キャスターとしてFMラジオ番組を担当。
- 2008年、広島テレビ放送にアナウンサーとして入社。
- 2022年、営業部へ異動。2023年より出身地である福山支社に赴任し、2024年6月19日付で福山支社長に就任した。

## 主な出演

### バラエティ番組
- ミッドナイトアクセス（岡山放送） 学生時代に出演
- ズームイン!!朝!（鹿児島読売テレビ） - 鹿児島リポーター
- KYTニュースプラス1（鹿児島読売テレビ） - 初代MC
- かめんこ留学（鹿児島読売テレビ）
- はなまるマーケット（1999年、TBS） - はなまるアナ
- コリアン・ネットワーク（KNTV）
- Kidsビーンズ 〜 音楽王国（BS日テレ）
- 旬感テレビ派ッ! → テレビ派（広島テレビ）
  - 月 - 金メインキャスター（2008年4月 - 2008年9月）
  - 月・火・水メインキャスター（2008年10月 - 2012年3月）
  - 月・火・水ニュースキャスター （2012年4月 - 2014年3月）
- ハッケンふくやま（2011年4月 - 2017年3月、広島テレビ）
- テレビ派ランチ（広島テレビ）
  - 木曜 - 金曜担当MC（2013年9月 - 2014年3月）
  - 月曜 - 水曜担当MC（2014年3月 - 2015年9月）
- テレビ派 企業ツウ（ - 2017年3月、広島テレビ）
- テレビ派「Anchor」担当（報道記者兼務、広島テレビ）
- びんご姫のふくやま福さがし （2017年4月 - 2020年3月、広島テレビ）
- WATCH 〜真相に迫る〜（広島テレビ）
  - 洋次郎の4000日 〜被爆証言バーテンダーの遺言〜（2017年7月29日、再放送：2018年8月6日） - ディレクター・ナレーション

NNNドキュメント「洋次郎の4000日 〜"ヒロシマ"バーテンダーの遺言〜」（2017年10月1日、日本テレビ）としても放送された。
  - 集落がなくなる 繰り返される土砂災害（2018年12月29日） - ディレクター・ナレーション
- みんなでSDGs 未来につなぐはじめの一歩（2021年12月26日） - ディレクター・リポーター
- NNNドキュメント「学校ってなんだろう　～私の居場所」ディレクター

### ラジオ
- 夕べのひととき（2007年、NHK広島放送局-FM）
- アッコのいいかげんに1000回（ニッポン放送）
- 森永卓郎の朝はニッポン一番ノリ!（ニッポン放送）
- TOYOTAサタデータイム 小倉智昭のラジオサーキット（ニッポン放送）

### テレビドラマ
- 幸せの幻影（2001年7月24日、日本テレビ・火曜サスペンス劇場） - 「川岸直美」名義

### 映画
- 彼女は夢で踊る（2019年7月15日広島先行公開、監督：時川英之）

### 舞台
- ★☆北区つかこうへい劇団公演「ロマンス・サバイバル」（2000年4月29日・30日、北区滝野川会館 もみじホール） - 「川岸直美」名義。Cチームにて百合子先生役。
- ★☆北区つかこうへい劇団公演「ストリッパー物語」（2000年） - 「川岸直美」名義
- ★☆北区つかこうへい劇団公演「長嶋茂雄殺人事件」（2000年） - 「川岸直美」名義